# Émirat de Sijilmassa
 (janvier 2023).
Si vous disposez d'ouvrages ou d'articles de référence ou si vous connaissez des sites web de qualité traitant du thème abordé ici, merci de compléter l'article en donnant les références utiles à sa vérifiabilité et en les liant à la section « Notes et références ».
758–1055
L’émirat de Sijilmassa (en tamazight : Tageldit n Sigg ilmas ou Tageldit n Isgelmasen), est une principauté berbère ayant existé dans la région du Tafilalet entre les années 758 et 1055. Sa capitale était Sijilmassa, qui est un toponyme amazigh transformé au cours de l'arabisation. 
Selon une hypothèse le nom de Sijilmassa proviendrait du berbère Sigg ilmas
Selon une autre hypothèse, le nom de Sijilmassa proviendrait du berbère As Igul Massa qui veut dire As = lieu, là, à lui , à elle , celui, celle, .... ; Igul = les biens, les propriétés ; Massa = Madame ; le tout voudrait donc dire " Là les biens de madame ".     
L'émirat est fondé vers 758 par Aïssa ben Yazid, un leader kharijite sufrite, en tant que foyer du kharidjisme. Une vingtaine d'années plus tard, Abou al-Qassim Samgu ben Wassoul al-Miknassi succède à Aïssa et instaure la dynastie des Midrarides, qui gouvernera l'état pendant deux siècles, avant que les Maghraouas, alliés du Califat de Cordoue, s'emparent du pouvoir à la fin du Xe siècle, en maintenant toutefois l'indépendance de fait de l'Émirat.
L'émirat de Sijilmassa disparait au milieu du XIe siècle, à la suite de son annexion par les Almoravides.

## Émirs de Sijilmassa
Fondation de l'émirat
- 758 - v. 772 : Aïssa ben Yazid

Midrarides
- v. 772 - 785 : Abou Qassim Samgu ben Wassoul
- 785 - 790 : Ilyas ben Abou Qassim
- 790 - v. 823 : Alyassa' ben Abou Qassim
- v. 823 - 867 : Midrar ben Alyassa'
- en 867 : Maïmoun ben Midrar "ben al-Rustamiya"
- en 867 : Maïmoun ben Midrar "ben al-Thaqiyya"
- en 867 : Maïmoun ben Midrar "ben al-Rustamiya" (restauré)
- 867 - 877 : Maïmoun ben Midrar "ben al-Thaqiyya" (restauré)
- 877 - 883 : Mohammed ben Maïmoun
- 883 - 909 : Alyassa' ben Midrar
- en 909 : occupation fatimide pendant 50 jours
- 909 - 913 : Wassoul ben Maïmoun (fils de Maïmoun "ben al-Thaqiyya")
- 913 - 921 : Ahmed ben Maïmoun (fils de Maïmoun "ben al-Thaqiyya")
- 921 - v. 933 : Mohammed al-Moâtazz (petit-fils de Midrar ben Alyassa', imposé par les Fatimides, vassal de ces derniers)
- v. 933 - v. 942 : Mohammed ben Mohammed (fils du dernier)
- v. 942/943 : Samgu ben Mohammed (fils du dernier)
- v. 943 - 958 : Mohammed ben Wassoul (fils de Wassoul ben Maïmoun, partisan des Omeyyades de Cordoue, opposé aux Fatimides)
- 958 - 963 : Samgu ben Mohammed (restauré)
- 963 - v. 977 : Abdallah ben Mohammed (frère du dernier)

Maghrawas
- v. 977 - 979 : Khazroun ben Falfoul
- en 979 : Wanoudin ben Khazroun
- 979 - 980 : occupation ziride
- 980 - 997 : Wanoudin ben Khazroun (restauré)
- 997 - 999 : Hamid ben Yasal
- 999 - v. 1020 : Wanoudin ben Khazroun (restauré)
- v. 1020 - v. 1054 : Messaoud ben Wanoudin
- v. 1054 : conquête almoravide